# Elmar Robbrecht
Elmar Robbrecht  (1946 ) es un botánico y micólogo belga, que desarrolla su actividad científica y académica en el "Departamento de Biología" de la Universidad de Amberes.

## Algunas publicaciones
- Steven, J; W Toshihiro, S Dessein, E Smets, E Robbrecht. 2003. A comparative study of metal levels in leaves of some Al-accumulating Rubiaceae. Ann. botany 2003;91 (6) :657-63
- Van Oevelen, S; R De Wachter; P Vandamme; E Robbrecht; E Prinsen. 2004. 'Candidatus Burkholderia calva' and 'Candidatus Burkholderia nigropunctata' as leaf gall endosymbionts of African Psychotria. International journal of systematic and evolutionary microbiology 2004;54 (Pt 6) : 2237-9

- Gruber, CW; A Elliott; DC Ireland; PG Delprete; S Dessein; U Göransson; M Trabi; CK Wang; AB Kinghorn; E Robbrecht; DJ Craik. 2008. Distribution and evolution of circular miniproteins in flowering plants. The Plant cell 2008; 20(9) : 2471-83

### Libros
- Ronse De Craene, L-P; E Robbrecht, E Smets. 1999. Morphology, anatomy and systematics at the centenary of Wilhelm Troll's birth. Actas del 13.er Simposio de Morfología, Anatomía y Sistemáticas. Ed. Jardín Botánico Nacional de Bélgica. 334 pp.

## Honores

### Epónimos
- (Convolvulaceae) Ipomoea robbrechtii Lejoly y Lisowski[2]